# Liste der denkmalgeschützten Objekte in Eggerding
Die Liste der denkmalgeschützten Objekte in Eggerding enthält die denkmalgeschützten, unbeweglichen Objekte der Gemeinde Eggerding im Bezirk Schärding (Oberösterreich).

## Denkmäler
| Foto |                 | Denkmal                                                          | Standort                                | Beschreibung | Metadaten |
| ---- | --------------- | ---------------------------------------------------------------- | --------------------------------------- | --- | --- |
| ja   | Datei hochladen | Volksschule (Altbau) HERIS-ID: 72603 Objekt-ID: 85855            | Eggerding 25 Standort KG: Eggerding     | Das zweigeschoßige, späthistoristische Gebäude wurde 1908 errichtet und 1975/76 umgebaut.                                             | BDA-Hist.: Q38130867 Status: § 2a Stand der BDA-Liste: 2025-06-30 Name: Volksschule (Altbau) GstNr.: 486/2 Volksschule Eggerding         |
| ja   | Datei hochladen | Schloss Hackledt HERIS-ID: 37947 Objekt-ID: 37383                | Hackledt 1 Standort KG: Eggerding       | Ein langgestreckter zweigeschoßiger Bau aus dem 17. Jahrhundert mit einem hohen abgewalmten Satteldach.                               | BDA-Hist.: Q1711566 Status: Bescheid Stand der BDA-Liste: 2025-06-30 Name: Schloss Hackledt GstNr.: 1347 Schloss Hackledt                |
| ja   | Datei hochladen | Kath. Pfarrkirche hl. Margareta HERIS-ID: 52092 Objekt-ID: 58239 | Eggerding 2, bei Standort KG: Eggerding | Ein einschiffiger gotischer Bau aus dem Ende des 15. Jahrhunderts. Der Turm mit Spitzhelm wurde 1900 mit Matthäus Schlager errichtet. | BDA-Hist.: Q26205557 Status: § 2a Stand der BDA-Liste: 2025-06-30 Name: Kath. Pfarrkirche hl. Margareta GstNr.: .1 Pfarrkirche Eggerding |